# Antonia Gimeno Travesset
Antonia Gimeno Travesset (Barcelona, 2 de diciembre de 1941) es una pionera del baloncesto femenino español como jugadora internacional en la primera selección femenina de baloncesto de España y como entrenadora. 

## Trayectoria

### Jugadora
En el año 1955 comenzó a jugar en el Club Banesto con 14 años de edad. Posteriormente jugó en el CD Cottet-Indo y ganaron una Copa (1960) y tres Campeonatos de Cataluña (1961, 1962, 1963). Del año 1968 al 1972 fue jugadora del Picadero JC y finalmente del OM (Officine Meccaniche) de Santa Cruz de Tenerife.
Fue internacional absoluta con España en su etapa de jugadora siendo una de las doce primeras mujeres que el 16 de junio de 1963 formaron la primera selección femenina de baloncesto de España en la localidad catalana de Malgrat de Mar, en un partido amistoso frente a la selección de Suiza, que se selló con derrota (31-40) y dos días después, con la primera victoria (47-39). Cerró su carrera como jugadora de baloncesto en Tenerife a los 32 años, en 1983.

### Entrenadora
En la década de los setenta fue contratada por el Colegio de la Asunción de Santa Cruz de Tenerife para coordinar el deporte y hacerse cargo del baloncesto. Estuvo 17 años en Canarias entrenando a diferentes equipos, como el CB Tenerife Krystal, que logró en la temporada 1976/1977 el ascenso a la máxima categoría. Antonia Gimeno, según relata María Marrero, "fue una entrenadora fundamental para el baloncesto femenino en Tenerife y en Canarias".
También fue entrenadora del Cajalón Zaragoza y del CN Canoe. Paralelamente, hasta 1991, fue técnica de la federación española, donde ejerció de entrenadora ayudante de la selección española femenina juvenil, junior y senior. A su regreso a Cataluña, dirigió la Draft Gramenet, y entre el 2003 y el 2005, equipos de promoción del CB Sant Just.

## Premios y reconocimientos
- 2016 Homenaje en la Gran Fiesta con la Historia del Baloncesto Femenino Tinerfeño la celebrada en el Polideportivo Sergio Rodríguez del Complejo Deportivo Santa Cruz-Ofra dentro de los actos organizados por la F.I.B.T. con motivo de su 75 Aniversario.
- 2013 Homenaje a las pioneras del baloncesto femenino español, en el 50 aniversario del primer partido de la selección nacional femenina (el 16 de junio de 1963 frente a Suiza), y los 20 años del oro europeo de Perugia (1993) organizado por la FEB en Alcobendas.[7][8]
- 2009 Nombrada Histórica del Baloncesto Catalán.[9]